# Rio Târnava Mare

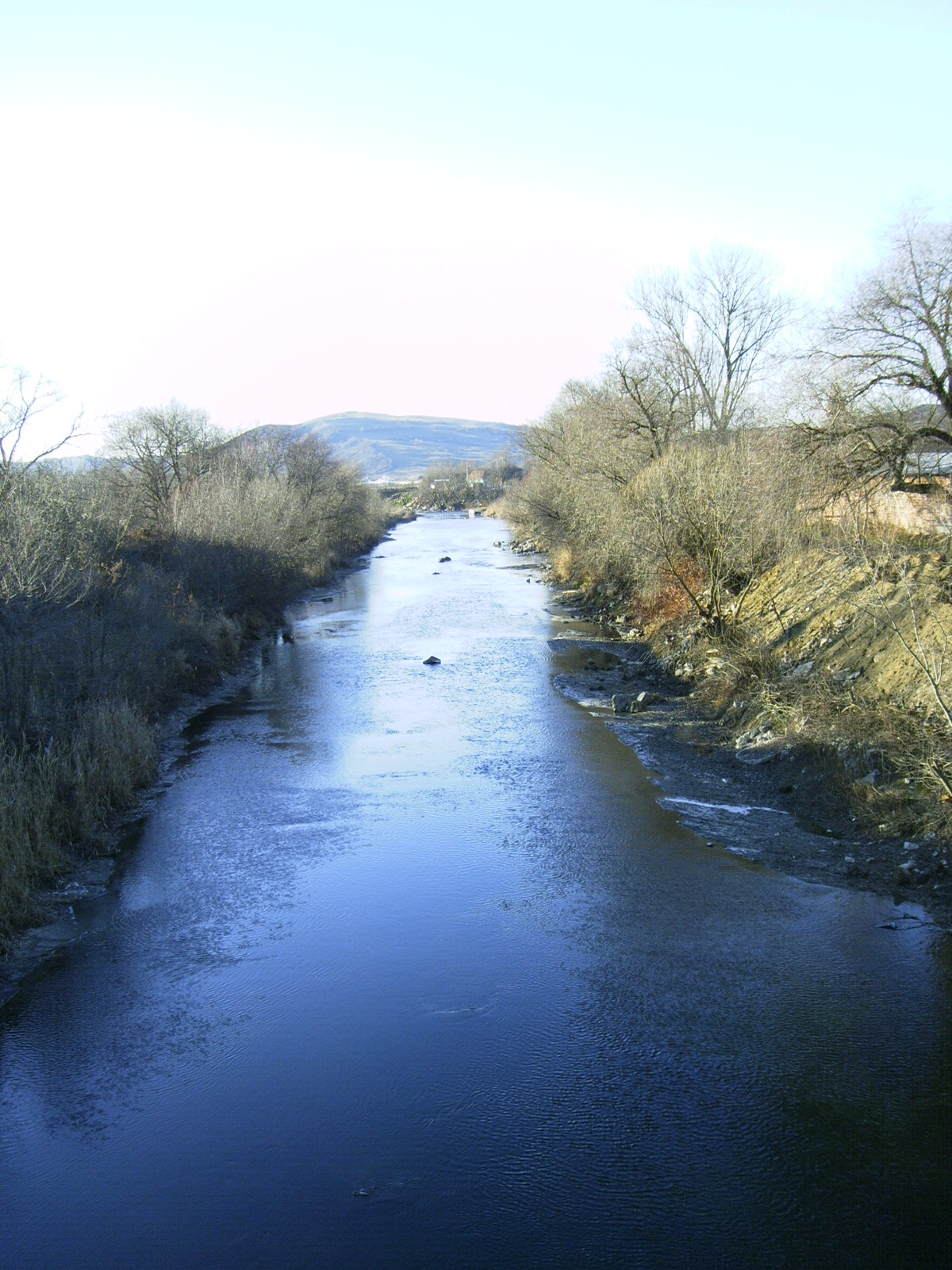
Târnava Mare próximo a Cristuru Secuiesc.

O Târnava Mare ("Grande Târnava"; em húngaro:  Nagy-Küküllő; em alemão:  Große Kokel) é um rio da Romênia. Sua fonte está localizada nos Montes Cárpatos orientais, próximo a fonte dos rios Mureş e Olt em Harghita. Corta os distritos romenos de Harghita, Mureş, Sibiu e Alba. As cidades de Odorheiu Secuiesc, Sighişoara e  Mediaş estão localizadas às margens do Târnava Mare. O rio se junta ao rio Târnava Mică, em Blaj, para formar o rio Târnava.

### Mapas
- Harta judeţului Sibiu
- Harta judeţului Mureş
- Harta judeţului Harghita
- Harta munţii Harghitei